# Timothy Demonbreun
Jacques-Timothée Boucher, sieur de Montbrun (23 mars 1731 - octobre 1826), anglicisé en Timothy Demonbreun, était un commerçant de fourrures canadien-français, un lieutenant de la Révolution américaine et un lieutenant-gouverneur du Territoire du Nord-Ouest.
Il est connu comme le premier citoyen de Nashville, au Tennessee.

## Chasseur et entrepreneur
L'arrière-grand-père de Demonbreun, Pierre Boucher, a été le premier Canadien à être élevé au rang de noblesse. Son père, Étienne, a servi dans l'armée française au Canada pendant la guerre de la Conquête, le front nord-américain de la guerre de Sept Ans.
Après la défaite de son pays, la France, à la bataille des plaines d'Abraham au Canada en 1759, Jacques-Timothée Boucher, à l'âge de 28 ans, migre vers le sud, dans une colonie britannique, qui deviendra les États-Unis, et se lance dans le commerce des fourrures. Préférant la vie simple de trappeur et de chasseur, il abandonne son titre de noblesse, l'adaptant en une anglicisation comme son nouveau nom de famille, Demonbreun. Il a commencé à voyager dans la région du centre du Tennessee (en) dans les années 1760 alors qu'il était âgé de 30 ans.
En 1766, alors qu'il chassait à l'embouchure d'un petit ruisseau qui se jette dans la rivière Cumberland, dans la région appelée French Lick, Demonbreun remarqua un grand nombre de bisons et de cerfs qui venaient s'abreuver à une source d'eau sulfureuse. La source est aujourd'hui connue sous le nom de Sulphur Dell. Il a vécu dans une grotte à cet endroit pendant plusieurs mois, jusqu'à ce qu'il puisse construire une cabane près de la rivière qui lui servirait de base pour le trappage des fourrures. Il se rendit fréquemment aux premiers établissements de Nashville pour faire le commerce des fourrures avec les Amérindiens locaux. Lorsque James Robertson (en) et les colons Watauga (en) ont établi Fort Nashborough (en) en 1778, ils ont été surpris et soulagés de constater que Demonbreun, un homme blanc, y prospérait.

## Service militaire
Timothy Demonbreun se joint à l'expédition de George Rogers Clark et est nommé lieutenant-gouverneur responsable du Territoire du Nord-Ouest, un territoire qui couvre tous les actuels États de l'Ohio, Indiana, Illinois, Michigan, et Wisconsin, ainsi que la partie nord-est du Minnesota, soit une surface de 673 000 km2, égale à la superficie de la France. Il s'installe à Fort Kaskaskia, dans le pays des Illinois, où il occupe le poste de lieutenant-gouverneur de 1783 à 1786. En 1786, il démissionne du service militaire et, peu après, s'installe définitivement à Nashville.

## Vie familiale
Timothy Demonbreun a beaucoup voyagé et a géré deux carrières et deux familles. Il a rempli ses fonctions de lieutenant-gouverneur du Territoire du Nord-Ouest et a entretenu une famille à Kaskaskia. Il a eu cinq enfants de sa femme, Thérèse Archange Gibault.
Pendant son séjour à Nashville, il a pris une maîtresse nommée Elizabeth Bennett et a eu trois enfants avec elle : Polly (Cagle), William et John Baptiste Demonbreun.

## Vie ultérieure
Timothy Demonbreun a développé une entreprise florissante de commerce de fourrures et de produits divers dans la région de Nashville, avec dix-sept employés. En 1800, son commerce sur la place publique de Nashville proposait des articles tels que du verre à vitre, du papier, des peaux de cerf séchées et des langues de bison. Une publicité dans un journal de 1809 annonçait qu'il ouvrait une taverne, également sur la place publique.
Le marquis de Lafayette, héros de la Guerre d'indépendance des États-Unis et de la Révolution française, a visité Nashville le 4 mai 1825, lors de sa tournée d'adieu aux États-Unis, à la suite de visites plus au nord à Saint-Louis (Missouri) et Kaskaskia (où Demonbreun avait résidé). Andrew Jackson préside un banquet en son honneur à l'auberge de Nashville. Timothy Demonbreun, alors très âgé, converse avec le marquis dans sa langue maternelle, le français.
À sa mort en 1826, Demonbreun partage son importante fortune entre ses enfants. Dans son testament, il mentionne trois de ses enfants légitimes par leur nom : Agnes Doza, Julia Johnson et Timothy DeMonbreun. Il mentionne spécifiquement les enfants William, John et Polly comme illégitimes (ou naturels). Il ne mentionne pas la mère de ces deux familles, ni son fils légitime Felix, bien que Felix Demonbreun soit bien documenté dans les recensements et autres documents. Selon le petit-fils de Felix, Samuel, Felix a été retiré du testament de Timothy parce qu'il a choisi de devenir ministre baptiste contre la volonté de son père qui était catholique.

## Dossiers historiques et mémoriaux
Aucune trace du lieu d'enterrement du premier citoyen de Nashville n'a survécu. Il a très probablement été enterré au cimetière de la ville de Nashville, mais les premiers registres de ce cimetière n'existent plus. Un marqueur historique situé à l'angle nord-ouest de la troisième avenue nord et de Broadway, dans la ville, indique l'emplacement de sa maison.
En 1996, un monument sculpté par Alan LeQuire (en) en son honneur a été érigé près du Fort Nashborough (en), qui surplombe la rivière Cumberland dans le centre-ville de Nashville. La rue Demonbreun, qui porte son nom, traverse l'Interstate 40 dans le centre-ville de Nashville.
Un monument a été érigé en son honneur au cimetière de Carney à Ashland City, au Tennessee, mais les historiens ne croient pas qu'il y ait été enterré. Au moment de sa mort, il s'agissait de la ferme de son ancienne maîtresse, Elizabeth Bennett, et de son mari Joseph Duratt.

## Le nom
En raison de la fluidité de l'orthographe du français à l'époque, et des nombreuses variations de l'orthographe de l'anglais, l'orthographe de Demonbreun fait l'objet de débats. L'usage préféré aujourd'hui est Timothy Demonbreun, bien que le prénom soit parfois rendu en français par Timothé, Timothée ou Timothe. Quant au nom de famille, il dérive des mots français « de mont brun », et est aussi rendu diversement comme Demontbrun, de Montbrun, Demontbreun, de Montbreun, De Mont-Breun, De Monbrun et autres.
Les descendants de Timothy Demonbreun (c'est un nom de famille très courant dans le centre du Tennessee (en)) épellent le nom avec et sans le "T" du milieu, en un seul mot ou en deux, avec un "U" à la place du "O", avec et sans le "E", et avec un "N" ou un "M" à la fin. En outre, il existe d'autres variantes telles que Demumbrine et Demombrum. La rue Demonbreun à Nashville présente l'orthographe préférée. Une prononciation locale populaire est /dəˈmʌmbriən/, et rime avec Northumbrian.